# Creazionismo

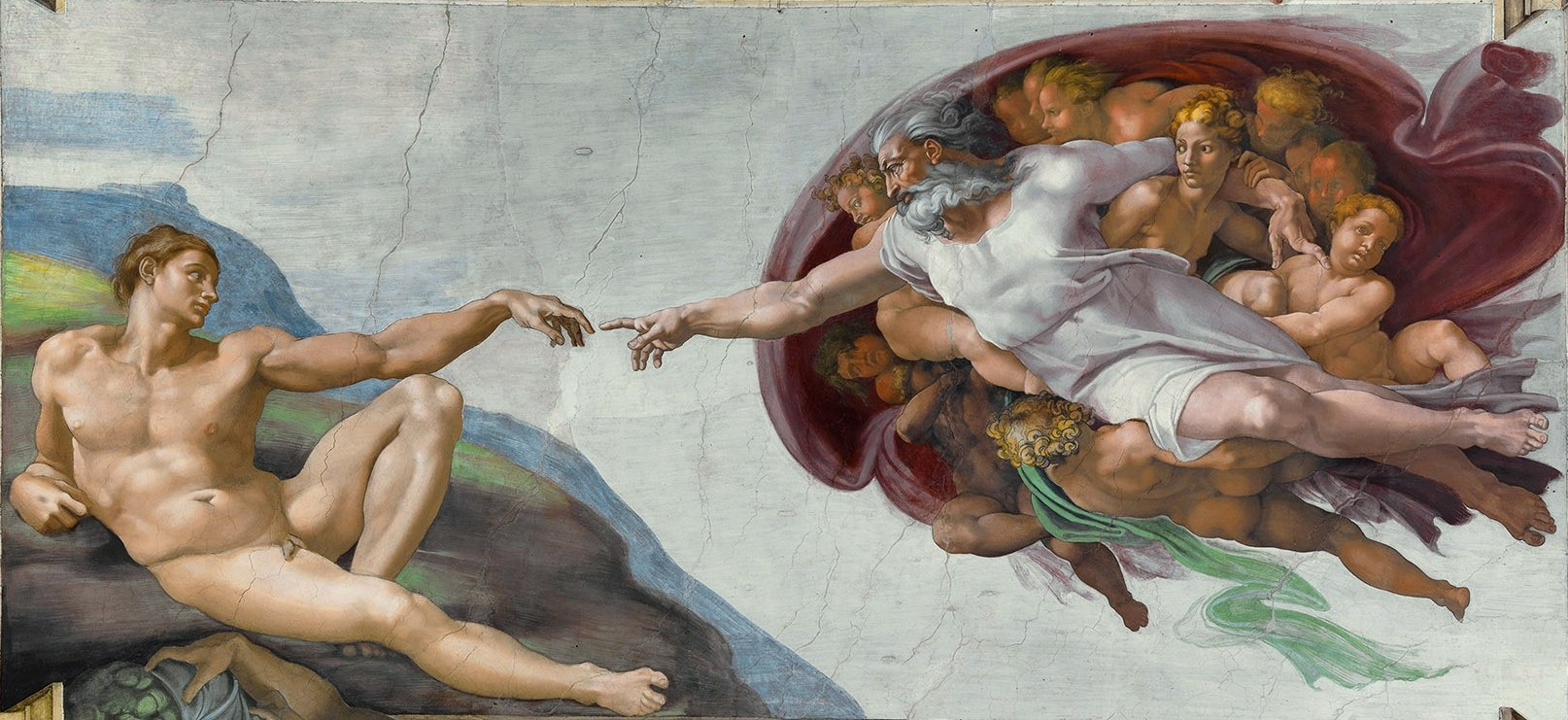
La creazione di Adamo, Michelangelo, Cappella Sistina

Il creazionismo è la credenza che l'Universo, la Terra e tutti gli organismi viventi originano da atti specifici di creazione divina, come riportato nella Bibbia.
In tal senso, le posizioni creazioniste sono in genere caratterizzate da una critica (o proposta di revisione) delle teorie cosmogoniche e antropogenetiche scientifiche alla luce dei racconti della creazione contenuti per esempio nella Genesi o in altri testi sacri, interpretati in modo più o meno letterale. Il processo evolutivo della vita sulla terra, in particolare, è fra gli studi scientifici, quello più comunemente messo in discussione dai creazionisti, tanto che in alcuni contesti i termini "creazionista" e "antievoluzionista" sono usati in senso essenzialmente equivalente.
Il dibattito fra creazionisti e non creazionisti (in particolare in rapporto alla teoria dell'evoluzione) è tradizionalmente molto vivo negli Stati Uniti, ma diffuso anche nel resto del mondo.
Il tentativo di chi professa tali teorie è quello di accreditarle con pari dignità rispetto alle teorie scientifiche, tentativo che soprattutto negli Stati Uniti, è stato anche oggetto di controversie giuridiche relative alla costituzionalità dell'insegnamento di tesi creazioniste nelle scuole pubbliche.
La comunità scientifica, dal canto suo, ritiene il creazionismo, in ogni sua declinazione teorica, un esempio di pseudoscienza.

## Le diverse accezioni di Creazionismo

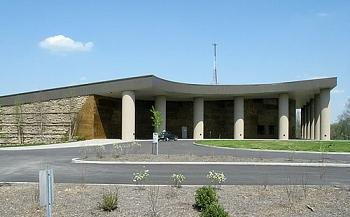
Il Museo della Creazione è un museo del giovane creazionismo della Terra gestito da Answers in Genesis (AiG) in Petersburg, Kentucky, Stati Uniti.

Il termine creazionismo può essere declinato in tre distinte accezioni:
- da un punto di vista filosofico/religioso indica la posizione di chi ritiene che sia Dio a creare le anime; tale concezione si oppone alla teoria del traducianesimo[1][10];
- in senso più ampio indica il pensiero di chi ritiene che, al contrario di quanto affermato nel monismo, nel materialismo, nel panteismo e nell'emanazionismo, l'universo sia stato creato dal nulla[10];
- in prospettiva scientifica, il termine creazionismo raggruppa una serie di teorie volte a rigettare la teoria dell'evoluzione e ad affermare che la terra e gli esseri viventi sono stati creati da Dio direttamente con le caratteristiche attuali[1].

## Diverse posizioni nell'ambito del creazionismo
Nell'ambito del creazionismo vanno distinte posizioni molto differenti tra loro:

### Creazionismo della Terra giovane
La posizione più radicale è quella che oggi viene chiamata creazionismo della Terra giovane (dall'inglese Young Earth creationism). Il creazionismo della Terra giovane costituisce il pensiero creazionista cronologicamente più antico la cui origine risale ai Padri della Chiesa ed ai primi dibattiti contro gli scritti degli scienziati che affrontavano il problema della origine della Terra e delle forme viventi alla luce delle scoperte che venivano effettuate durante lo sviluppo delle scienze naturalistiche a partire dal XVIII secolo.
I suoi sostenitori, dando un'interpretazione pressoché letterale della Bibbia, affermano che la Terra abbia tra i 6.000 e i 10.000 anni di età e respingono le conclusioni della fisica moderna, dell'astronomia, della chimica, della geologia e ogni palese evidenza scientifica e logica. Secondo James Ussher, vescovo anglicano del XVII secolo, la data della creazione fu precisamente il 26 ottobre del 4004 a.C.
Poiché rifiutano ogni spiegazione scientifica relativa all'età della Terra, postulano una serie di meccanismi catastrofici come la causa della maggior parte delle caratteristiche geologiche del mondo. Il Diluvio di Noè, per esempio, è presumibilmente responsabile per la creazione del Grand Canyon.
Questi creazionisti interpretano diversamente dai naturalisti i risultati delle datazioni che sono incompatibili con la presunta datazione biblica: oltre alla teoria dell'evoluzione, rigettano quindi la datazione geologica delle rocce e dei fossili, in base alla quale la Terra e le più antiche forme di vita risalgono a miliardi di anni fa.
Ad esempio per quanto concerne il carbonio-14, la presenza minima di questa sostanza (che diminuisce costantemente durante l'invecchiamento di un reperto organico, a seguito del decadimento radioattivo di questo isotopo) non viene interpretata come l'indicazione di grande antichità di un fossile, ma come la presenza di contenuti di C14 molto bassi nell'atmosfera terrestre precedente al diluvio universale.
Nel 1857 P. Gosse, un creazionista della Terra giovane, spiegò nella sua opera "Omphalos" l'esistenza dei fossili affermando che sono stati creati da Dio perché un mondo completo richiede tracce di una storia precedente. Altri sostengono che anche i dinosauri o almeno le loro uova, viste le dimensioni relative dell'arca, sarebbero saliti sull'Arca di Noè e si sarebbero estinti in seguito.

### Creazionismo della Terra vecchia
I sostenitori del creazionismo della Terra vecchia (dall'inglese Old Earth creationism) accettano le scoperte della geologia ma rigettano l'evoluzione, affermando che tutte le specie viventi, incluso l'uomo, sono state create originariamente da Dio.
Questa teoria assume diverse sfaccettature a seconda di come cerca di conciliare la descrizione biblica della genesi con la scienza:
- una interpretazione di origine ottocentesca (c.d Gap Creationism) vuole che l'età della terra vada spiegata con l'esistenza di due distinte creazioni: una pre-adamitica e l'altra descritta con il racconto della creazione in sei giorni. Il divario temporale esistente tra le due creazioni spiegherebbe la "vecchiaia" della terra rispetto alla presunta collocazione temporale della creazione nei sei giorni e di Adamo ed Eva[12];
- altra interpretazione (c.d. Teoria Giorno-Era - Day-Age Creationism) ritiene che i sei giorni della Creazione non vadano intesi come giorni formati da 24 ore ma ritiene che essi indichino un periodo più lungo[12], in quanto la parola "giorno" in ebraico (yom) è usata anche nelle profezie come sinonimo di "anno" e perché la Bibbia dice che per Dio "un giorno è come mille anni". A prova di tale fatto i suoi sostenitori adducono anche l'idea secondo cui il Settimo Giorno starebbe durando tutt'oggi (poiché la Bibbia non ci dice che tale giorno è finito, a differenza degli altri sei) e che questo spiega la contraddizione secondo cui Adamo sarebbe morto nel giorno stesso del peccato originale, ma al tempo stesso si dice sia morto a 930 anni dalla caduta. I sostenitori dei giorni di 24 ore, invece, affermano che la morte di Adamo fu solo spirituale, e che l'alternanza di "sere" e "mattini" indica inequivocabilmente periodi di 24 ore fra giorno e notte. La principale replica all'ultima affermazione è che la parola "sera" sta per "oscurità" e "mattino" sta per "luce" così che la frase "si fece sera e poi si fece mattino" significherebbe che "dall'oscurità si fece luce" in quanto Dio sarebbe intervenuto a rendere il mondo più ordinato e retto. Il massimo sostenitore di questa teoria è l'astronomo Hugh Ross, fondatore di Reasons To Believe[18].
- l'interpretazione più diffusa (c.d. creazionismo progressista - Progressive Creationism) è quella che tende ad accettare più elementi della scienza moderna rispetto alle altre teorie; ad esempio accetta il big bang (in alcuni casi anche come conferma della Genesi), l'età della Terra, o il lungo periodo di tempo ha impiegato la Terra per divenire alla sua attuale forma. Tuttavia, come in altre forme di concezioni creazioniste della Terra vecchia, anche se alcune teorie scientifiche sono accettate altre parti della moderna scienza biologica sono respinte come, ad esempio, l'evoluzionismo. Per il creazionismo progressista la creazione di piante e animali da parte di Dio avviene così come descritto dalla scienza (per ere geologiche e non tutte nel medesimo momento) ma le specie non discendono l'una dall'altra e non si evolvono[12].

### Il disegno intelligente
Il disegno intelligente è la più recente forma di creazionismo seppure discenda dalle vecchie tesi di William Paley. Esso può essere definito come la corrente di pensiero secondo la quale «alcune caratteristiche dell'universo e delle cose viventi sono spiegabili meglio attraverso una causa intelligente, non attraverso un processo non pilotato come la selezione naturale». Si tratta di una forma moderna del tradizionale argomento teleologico dell'esistenza di Dio, che evita di toccare l'argomento della natura o dell'identità del "progettista".

## Dialogo con l'evoluzione: teismo evoluzionista
Il teismo evoluzionista sostiene che l'universo ebbe origine dal nulla circa 14 miliardi di anni fa e che le caratteristiche dell'universo siano state elaborate apposta per consentire la vita.
Anche se non si conosce precisamente il meccanismo dell'origine della vita, il processo di evoluzione e selezione naturale avrebbe permesso in un arco di tempo molto ampio lo sviluppo della diversità e della complessità biologica. L'evoluzione, una volta avviata, non avrebbe necessitato nessun particolare intervento naturale.
L'essere umano sarebbe parte di questo processo, poiché tutti gli esseri umani avrebbero un antenato in comune con le scimmie antropomorfe, ma si distinguerebbe per alcune caratteristiche uniche e proprie, non spiegabili con l'evoluzionismo. Queste caratteristiche come "la legge morale", la cognizione del bene e del male, la ricerca di Dio, sarebbero comuni a tutte le civiltà della terra e sottolineerebbero la natura spirituale dell'uomo.
La visione che questa dottrina ha di Dio è che egli non sarebbe limitato nello spazio e nel tempo, e avrebbe creato l'universo e stabilito le leggi naturali che lo governano.
Dio avrebbe scelto il meccanismo dell'evoluzione, (giustificando così l'aggettivo di "evoluzionista") per creare ogni tipo di essere vivente, dalle creature invisibili ad occhio nudo come microbi sino alle piante ed ai mammiferi.
Dio avrebbe dato vita a speciali creature, gli esseri umani, dotate di intelligenza, cognizione del bene e del male e libero arbitrio, desiderose di cercare una comunicazione con lui. Dio, onnisciente, avrebbe anche previsto che queste creature avrebbero scelto di disobbedire alla legge morale.

## Creazionismo non religioso
Alcuni attribuiscono la creazione della vita sulla Terra non ad un'entità divina, ma all'intervento di una civiltà extraterrestre (ipotesi inerente all'esobiologia): spiccano i sostenitori della panspermia diretta, propugnata da Francis Crick (Nobel per la scoperta del DNA), ma esistono anche sostenitori di teorie molto più azzardate, introdotte da Zecharia Sitchin, da Erich von Däniken e da Claude Vorilhon, fondatore del movimento raeliano.
Rimane aperto il problema di chi abbia creato gli extraterrestri, ma, analogamente, d'altra parte, molti (soprattutto gli atei) sostengono che secondo il rasoio di Occam introdurre un dio per spiegare l'esistenza del mondo sia inutile. Alla domanda infatti "Perché esiste il mondo?", i credenti dei principali monoteismi rispondono che "Il mondo è stato creato da Dio", ma non essendoci per sua stessa definizione nulla di più potente di questo Dio e quindi nulla che possa averlo creato, ne consegue che Dio a differenza del mondo è sempre esistito. Ma a questo punto se è possibile che questo qualcosa sia sempre esistito, perché non anche il mondo? La risposta alla domanda iniziale "Il mondo è stato creato da Dio, il quale è sempre esistito" si semplifica quindi in "Il mondo è sempre esistito". In altri termini è superfluo (usando il rasoio di Occam) introdurre il concetto di Dio per spiegare l'esistenza del mondo. Altri (come Kant) hanno però obiettato la riduttività della tesi, nel senso che la spiegazione corretta della realtà non è necessariamente la più semplice. A questa osservazione, i sostenitori del rasoio di Occam fanno notare che lo stesso non nega affatto la possibilità di spiegazione complesse, in presenza di elementi complessi. Per esempio la teoria della relatività è più complessa della gravità newtoniana ma essa si accorda meglio a fatti che erano sconosciuti ai tempi di Newton (come l'anomalia del perielio di Mercurio). In altre parole, la teoria della relatività è la teoria più semplice che spiega gli eventi complessi dell'Universo, confermando il rasoio di Occam.

## Posizione delle Religioni in tema di creazione e creazionismo

### Interpretazione allegorica della Genesi
La difficoltà di interpretare letteralmente la Bibbia è un argomento discusso ampiamente e sin dall'antichità sia da Ebrei che da Cristiani; anzi lo stesso Nuovo Testamento contiene diversi esempi di interpretazione allegorica della Bibbia ebraica. L'interpretazione allegorica delle Scritture, talvolta perfino in modo arbitrario, era caratteristica della Scuola di Alessandria. Le contraddizioni logiche, che emergono quando si interpreta il racconto della creazione come un resoconto storico, furono espresse molto chiaramente sin dal III secolo da Origene di Alessandria, in un testo, che Gregorio di Nazianzo inserì in seguito nella Filocalia, un'antologia dei principali contributi teologici di Origene:
"Quale persona ragionevole supporrà che il primo, il secondo e il terzo giorno e la sera e il mattino esistessero senza il Sole, la Luna e le stelle? E che il primo giorno fosse, come era, anche senza cielo? E chi è così pazzo da pensare che Dio, come un giardiniere, piantasse il paradiso in Eden, verso Oriente, e vi piazzasse un albero della vita, visibile e toccabile, in un modo tale per cui chi assaggiava il suo frutto con denti materiali, ottenesse la vita? E ancora che uno distinguesse il bene e il male, masticando ciò che aveva colto sulla pianta? E, se si dice che Dio passeggiava la sera per il paradiso e che Adamo si nascondeva sotto un albero, io non credo che qualcuno possa mettere in dubbio che questi fatti indichino figurativamente dei misteri, mentre la vicenda ha avuto luogo in apparenza e non letteralmente."
Considerazioni analoghe si trovano in un altro testo scritto da Origene in polemica con l'intellettuale pagano Celso.

### La posizione della Chiesa cattolica
La riforma protestante accusò l'arbitrarietà delle interpretazioni allegoriche e contestò l'autorità, con cui la Chiesa conferiva loro credibilità in antitesi all'interpretazione letterale. Il ricorso al principio luterano della Sola Scriptura, come fonte della teologia, indirizzò per alcuni secoli i cristiani protestanti esclusivamente verso l'interpretazione letterale. L'apertura ad interpretazioni non letterali sopravvisse senza problemi nella Chiesa cattolica, le cui basi teologiche comprendono il principio agostiniano e tomista che non può e non deve esserci contrasto fra scienza e fede. Certo, le interpretazioni letterali ebbero largo campo anche in ambito cattolico, ma solo nella misura in cui non sembrava esserci una interpretazione scientifica alternativa e largamente condivisa. La Chiesa, quindi, non esprime una posizione ufficiale riguardo alla teoria dell'evoluzione, rimettendo la questione agli scienziati. Da un lato troviamo le affermazioni di papa Giovanni Paolo II che ha implicitamente sostenuto che la Chiesa non si oppone oggi all'ipotesi evoluzionistica come fenomeno storico dichiarando che essa è "più che una teoria". Al contempo, però, la Chiesa rifiuta la posizione che vede l'evoluzione come un processo guidato unicamente dal caso, così come Darwin l'aveva definito, e afferma invece che l'universo è il risultato di un progetto ordinato ad uno scopo. Si vedano in merito le seguenti dichiarazioni di papa Benedetto XVI:
(Omelia di Benedetto XVI all'Udienza generale del 9 novembre 2005)
(Incontro di Benedetto XVI con la diocesi di Belluno-Feltre e Treviso il 24 luglio 2007)
Tuttavia è utile constatare che la posizione delle gerarchie cattoliche in merito alle teorie evoluzionistiche varia di nazione in nazione, in base al grado di penetrazione ed alla maturità della loro evangelizzazione.
Si registrano nel dibattito presente inoltre gli interventi di alcuni esponenti delle gerarchie ecclesiastiche:
- l'ex direttore della Specola Vaticana, il gesuita George Coyne, si è espresso pubblicamente a favore dell'evoluzionismo[33]. Il giornale Daily Mail ha avanzato l'ipotesi che la destituzione da direttore della Specola Vaticana fosse dovuta alla posizione del gesuita a favore del neodarwinismo[34]. In realtà come rivelato[35] dal suo collaboratore José Gabriel Funes all'Arizona Daily Star e, come confermato dallo stesso Coyne, si tratterebbe di una diceria senza fondamento.
- il cardinale Christoph Schönborn ha rilasciato al New York Times[36] un'intervista fortemente critica verso la teoria scientifica del neodarwinismo e vicina alle posizioni dei sostenitori del cosiddetto Disegno intelligente.

Dal 3 al 7 marzo 2009 si è svolto presso l'Università Gregoriana il convegno "Evoluzione biologica: fatti e teorie", che ha visto come relatori scienziati e teologi.

### Islam
Diversi movimenti liberali all'interno dell'Islam generalmente accettano le posizioni scientifiche circa l'età della terra, l'età del cosmo e l'evoluzione. Tuttavia uno studio del 2007 ha evidenziato che solo l'8% degli egiziani, 11% del malaysiani, il 14% dei pakistani, il 16% di indonesiani e il 22% dei turchi è d'accordo sul fatto che la teoria di Darwin è certamente o probabilmente vera e uno studio del 2006 ha evidenziato che circa un quarto dei turchi adulti è convinto che gli esseri umani si sono evoluti da precedenti specie animali. Al contrario, lo studio del 2007 ha evidenziato che solo il 28% dei kazaki pensa che l'evoluzione è falsa; questa frazione è molto inferiore a quel 40% di adulti degli Stati Uniti che ha lo stesso parere.
In Turchia, una campagna contro la teoria dell'evoluzione è stata condotta dal movimento di Nurculuk Said Nursi sin dalla fine del 1970. Allo stato attuale, il suo principale esponente è lo scrittore Harun Yahya (pseudonimo di Adnan Oktar) che utilizza Internet come uno dei principali mezzi per la propagazione delle sue idee.

### Buddhismo ed evoluzione
Dal momento che non è in contrasto con i principi della loro religione, la maggior parte dei buddisti accettano tacitamente la teoria dell'evoluzione. Poiché il buddismo non si occupa di questo tipo di problemi, molti buddisti non considerano tale questione particolarmente significativa o utile dal punto di vista religioso, poiché il Buddha ha detto che l'unica realtà è la realtà percepita.
Il Buddha ha sostenuto che non vi è alcuna necessità razionale dell'esistenza di un dio creatore, perché tutto in ultima analisi viene creato dalla mente. La credenza in un creatore non è indispensabile per una religione basata sulla fenomenologia. Dal momento che il credere in un creatore non è necessario, una particolare teoria sulla vita e sulla causa dell'universo non sono necessarie.
Si può dare una interpretazione della Agañña Sutta sposando l'idea che si tratti di una teoria dell'evoluzione (anche se questo può essere difficile da sostenere).

### Induismo ed evoluzione
L'Induismo riconosce un solo Dio, Brahmā, l'origine eterna, come la causa e il fondamento di tutta l'esistenza.
Le opinioni degli Indù spaziano su una vasta gamma di punti di vista per quanto riguarda l'evoluzione, creazionismo, e l'origine della vita. A questo proposito alcune scuole indù non trattano letteralmente il mito scritturale della creazione, lasciando così aperta la possibilità di accettare la teoria dell'evoluzione. Alcuni indù trovano prove a sostegno o prefigurazione delle idee evolutive nelle Scritture, vale a dire nei Veda. Un'eccezione a questa accettazione è la Società Internazionale per la Coscienza di Krishna (ISKCON), che comprende diversi membri che si oppongono attivamente al "darwinismo" e alla moderna sintesi evolutiva.

## Il rapporto tra scienza e fede nel creazionismo
Nel mondo occidentale il creazionismo si basa principalmente sul racconto della creazione presente nella Genesi, e nel suo senso più ampio raccoglie un'ampia gamma di credenze e interpretazioni. Negli USA degli anni 1920 il termine venne associato in particolare con l'opposizione dei fondamentalisti cristiani all'evoluzione umana e diversi stati approvarono leggi contro l'insegnamento delle teorie evoluzioniste nelle scuole pubbliche.
Quando le ricerche scientifiche producono conclusioni che contraddicono l'interpretazione creazionista delle scritture, l'approccio strettamente creazionista è quello di rigettare le conclusioni della ricerca, le teorie scientifiche sottostanti o la metodologia. I casi più notevoli riguardano gli effetti dell'evoluzione sullo sviluppo degli organismi viventi, l'idea di discendenza comune, la storia geologica della Terra, la formazione del sistema solare e l'origine dell'Universo.
Queste differenti posizioni si riflettono poi sulla questione se, e come, la fede religiosa si possa conciliare con una visione scientifica del mondo. I creazionisti "della Terra Giovane" in genere sostengono che scienza e razionalismo empirico sono incompatibili con il credo religioso, e quindi occorre rigettare la scienza (diversi atei sono d'accordo su questa incompatibilità, e coerentemente con la loro posizione ne traggono la conclusione che, al contrario, bisogna rigettare la fede). Gli evoluzionisti teistici ritengono invece che non vi sia incompatibilità.
La teoria del disegno intelligente sostiene che la scienza possa dimostrare l'esistenza di un ente creatore. Secondo i suoi sostenitori la complessità della vita è tale che non si può spiegare semplicemente in termini di mutazioni casuali, ma occorre ammettere che il processo evolutivo sia "guidato" da un creatore dotato di intelligenza che talvolta interviene direttamente per operare i "salti evolutivi" che la natura da sola non sarebbe in grado di compiere.

## I rapporti tra scienza e creazionismo
L'11 giugno 2006 la Royal Society ha preso ufficialmente posizione con un'affermazione "Royal Society statement on evolution, creationism and intelligent design" nel cui preambolo si legge: "l'evoluzione è riconosciuta come la miglior spiegazione sia dello sviluppo della vita sulla Terra dalla sua origine e sia della diversità delle specie ed è giustamente insegnata come parte essenziale dei corsi di Scienze e Biologia nelle scuole, collegi ed università di tutto il mondo"
Due anni dopo, l'11 aprile 2008 anche la Geological Society ha emesso un simile documento, intitolato "Young Earth Creationism", "Creation Science" and "Intelligent Design". A Statement by the Geological Society of London  nel cui preambolo ricorda il suo pensiero che religione e scienza singolarmente prese diventano mutuamente incompatibili quando una (delle due) cerca di invadere il dominio altrui

## Attività dei gruppi creazionisti
Negli Stati Uniti sotto l'etichetta di "creazionismo" rientrano una serie di iniziative a carattere religioso, politico e sociale (ad esempio nel definire i programmi scolastici) che contestano la teoria di Darwin e chiedono, tramite azioni in tribunale, uguale o superiore legittimità per la tesi creazionista durante le lezioni di Scienze nelle scuole, affermando che non è corretto presentare un'unica teoria sull'origine delle specie senza esporre anche le sue alternative. La critica a questa posizione è duplice: da una parte il creazionismo non è una teoria scientifica, pertanto non andrebbe equiparata ad altre teorie; dall'altra, essendo il creazionismo basato su una credenza religiosa, il suo insegnamento va contro il principio della separazione tra Stato e Chiesa.
Questo dibattito, molto accalorato, è giunto talvolta a risultati grotteschi: ad esempio nel 2006 le guide turistiche del Grand Canyon del Colorado ricevettero la direttiva di non rispondere a chi domanda l'età del canyon (5-6 milioni di anni secondo i geologi), per non "offendere la sensibilità dei fondamentalisti religiosi".